# Kovačić
Kovačić är en ort i Kroatien.   Den ligger i länet Šibenik-Knins län, i den södra delen av landet, 200 km söder om huvudstaden Zagreb. Kovačić ligger 231 meter över havet och antalet invånare är 919.
Terrängen runt Kovačić är kuperad åt nordost, men åt sydväst är den platt. Kovačić ligger nere i en dal. Runt Kovačić är det glesbefolkat, med 8 invånare per kvadratkilometer. Närmaste större samhälle är Knin, 2,0 km väster om Kovačić. Omgivningarna runt Kovačić är en mosaik av jordbruksmark och naturlig växtlighet.